# Carl von Kürsinger
Carl von Kürsinger (auch: Karl) (* 13. Januar 1797 in Ried im Innkreis; † 31. August 1849 in Tamsweg) war ein österreichischer Pfleger und Politiker.

## Leben
Von Kürsinger war der Sohn des Regierungsrats und Landrichters Ignatz von Kürsinger und katholischer Konfession. Ignaz von Kürsinger war sein Bruder. Von 1817 bis 1821 studierte er Rechtswissenschaft an der Universität Wien. Er arbeitete von 1833 bis 1849 als Pfleger. Zunächst war ein in Grossarl, von 1835 bis 1837 in Hallein und seit 1837 in Tamsweg tätig.
Vom 18. Mai 1848 bis zum 19. April 1849 vertrat er den Wahlkreis 16. Österreich ob der Enns und Salzburg (Werfen) in der Frankfurter Nationalversammlung. Im Parlament blieb er fraktionslos und stimmte überwiegend mit dem Rechten Zentrum. Er gehörte zu den Abgeordneten, die gegen die Wahl Friedrich Wilhelms IV. zum Kaiser der Deutschen stimmten.